# Курбиново
Курбиново (мкд. Курбиново) је насеље у Северној Македонији, у јужном делу државе. Курбиново припада општини Ресан.
У Курбинову се налази Црква Светог Ђорђа, једна од најстаријих верских грађевина на тлу Македоније, са изузетно добро очуваним фрескосликарством.

## Географија
Насеље Курбиново је смештено у југозападном делу Северне Македоније. Од најближег већег града, Битоља, насеље је удаљено 40 km западно, а од општинског средишта 16 јужно.
Курбиново се налази у области Доње Преспе, области око северне обале Преспанског језера. Насеље је смештено близу североисточне обале Преспанског језера, док се источно од насеља почиње издизати планина Баба. Надморска висина насеља је приближно 960 метара.
Клима у насељу је планинска због знатне надморске висине.

## Становништво
Курбиново је према последњем попису из 2002. године имало 137 становника. 
Претежно становништво у насељу су етнички Македонци (100%).
Већинска вероисповест је православље.